# Zweibrücken
Zweibrücken (em francês:  Deux Ponts, e em dialeto local Zweebrigge) é uma cidade da Alemanha localizada no estado da Renânia-Palatinado.
Zweibrücken é uma cidade independente (Kreisfreie Städte) ou distrito urbano (Stadtkreis), ou seja, possui estatuto de distrito (kreis).

## Etimologia
Zweibrücken ("duas pontes") é o alemão para Bipontinum, em latim; o termo surge como Geminus Pons no Idade Média.

## História
A cidade de Zweibrücken foi capital do antigo ducado do Palatinado-Zweibrücken, cujos túmulos estão na Alexander-Kirche (1493). O castelo ducal é hoje ocupado pelo tribunal do Palatinado (Oberlandesgericht).  Tem belos exemplares de edifícios de arquitectura gótica.

## Economia
Tecidos, cerveja, maquinaria agrícola (tractores, bulldozers), chicória, tabaco, malte, calçado, móveis e saboaria são as principais indústrias.